# Залевский, Яков Анатольевич
Я́ков Анато́льевич Зале́вский (30 мая 1980, Волгоград, РСФСР, СССР) — российский футболист, полузащитник, тренер.

## Карьера

### Клубная
Воспитанник волгоградского УОР. Первый тренер — А. Г. Залевский. Профессиональную карьеру начал в клубе «Энергия» (Камышин). В сезоне 1999/00 выступал за молдавский «Энергетик» из города Дубоссары. После играл за «Шериф» и «Тирасполь», но в основу команд не пробился. В январе 2003 года побывал на просмотре в киевском «Динамо», но команде не подошёл. Сезон 2003/04 провёл в одесской «Пальмире», клуб выступал во Второй лиге Украины. После Залевский три года играл за «Сахалин». В 2007 году перешёл в жодинское «Торпедо», где провёл 2 года. В августе 2008 года перешёл в овидиопольский «Днестр», клуб выступал в Первой лиге Украины. Всего в клубе в Первой лиге сыграл 34 матча и забил 1 гол и в Кубке Украины провёл 2 матча и забил 1 гол. В январе 2010 года перешёл в клуб «Минск».
Проведя один сезон в столичном клубе, в феврале 2011 года перешёл в Витебск". Завершил игровую карьеру в «Крумкачах» в 2014 году.

### В сборной
Выступал за молодёжную сборную Молдавии до 21 года и сборную Молдавии по мини-футболу в официальных матчах.

## Личная жизнь
В июле 2007 года женился.